# Taras (ogrodnictwo)

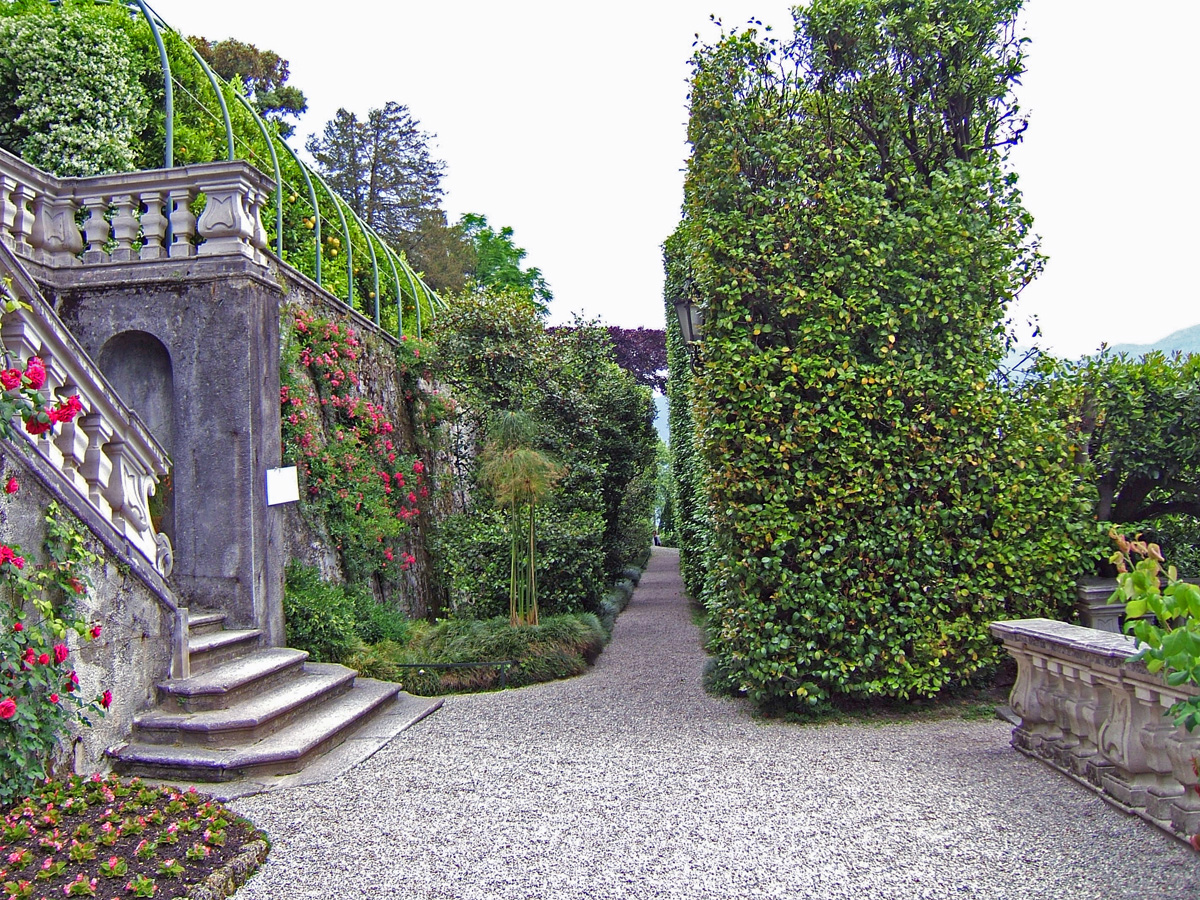
Taras

Taras – ukształtowanie terenu (naturalne lub sztuczne) nadające ogrodom specyficzny, schodkowy wygląd.
Występowały ogrody jednotarasowe (płaskie) lub zespół tarasów (ogrody tarasowe). Główny taras znajdował się zawsze przy domu. 
Poziome płaszczyzny często otoczone były balustradą oraz wzmacniane murem oporowym stawianym od strony stoku. Wzmocnienie zabezpieczało płaszczyznę tarasu przed osuwiskiem. W mury oporowe wkomponowywane były schody łączące poszczególne poziomy. Ogrody tarasowe znano w starożytności (Babilon, kraje muzułmańskie, Ameryka Południowa), w czasach nowożytnych najpopularniejsze w okresie renesansu i baroku we Włoszech.